# Scheid (Eifel)
Acest articol se referă la o localitate din districtul Vulkaneifel din Renania-Palatinat. Pentru alte sensuri vezi Scheid.
Scheid este o comună din zona muntoasă Eifel din landul Renania-Palatinat, Germania. Deoarece există mai multe noțiuni sub acest nume, când este necesar se precizează astfel: Scheid (Eifel).
1. ↑  Alle politisch selbständigen Gemeinden mit ausgewählten Merkmalen am 31.12.2018 (4. Quartal) (în germană), Statistisches Bundesamt[*], arhivat din original la 10 martie 2019, accesat în 10 martie 2019